# 13198 Banpeiyu
13198 Banpeiyu eller 1997 DT är en asteroid i huvudbältet som upptäcktes den 27 februari 1997 av de båda japanska astronomerna Kazuro Watanabe och Kin Endate vid Kitami-observatoriet. Den är uppkallad efter Citrusfrukten Citrus Banpeiyu.
Asteroiden har en diameter på ungefär 2 kilometer.